# Abbazia imperiale
Le abbazie imperiali (in tedesco: Reichsabteien o Reichsklöster oppure Reichsstifte) erano delle case religiose del Sacro Romano Impero che per gran parte della loro esistenza avevano mantenuto lo stato di Reichsunmittelbarkeit (dipendenza formale dal solo imperatore che ne ha il protettorato imperiale): in virtù di questo, molte di esse erano sottoposte alla sola autorità imperiale e molti territori ad esse relativi erano sovrani (ma di ridotte dimensioni), indipendentemente da qualsiasi altra realtà territoriale. Questo status comportava numerosi vantaggi politici e finanziari, come l'immunità legale dalla locale autorità del vescovo, oltre a diritti e donativi di varia natura e provenienza.
Il capo di un'abbazia imperiale era solitamente un abate imperiale (Reichsabt) o una badessa imperiale (Reichsäbtissin), il capo di un prevostato imperiale o di priorato (Reichspropstei)  era generalmente un prevosto imperiale -   (Reichspropst). Molte delle abbazie più grandi avevano il ruolo di principati ecclesiastici ed erano guidati da un principe abate o da un principe prevosto (Fürstabt, Fürstpropst), con uno status comparabile a quello di principe vescovo. Molti erano prelati imperiali (Reichsprelaten) e avevano un voto singolo o collettivo al Reichstag come membri del Seggio dei prelati, ma a partire dal 1575 vennero divisi nel "Collegio svevo dei prelati imperiali" e nel "Collegio renano dei prelati imperiali".
Era del resto usuale che molti di coloro che detenevano questo titolo non avessero direttamente a disposizione un Reichsunmittelbarkeit. Per citare tre esempi, il principe abate di San Gallo mantenne il proprio titolo sino alla secolarizzazione dell'abbazia, avvenuta nel 1798, anche se aveva cessato di essere un'abbazia imperiale dal 1648; l'abate di Muri (che aveva uno stretto legame con gli Asburgo) venne creato Principe dell'Impero nel 1710, anche se a quel tempo Muri apparteneva alla Confederazione Svizzera; il principe abate di San Biagio nel Baden-Württemberg mantenne questo titolo, malgrado lo status dell'abbazia non fosse quello di Reichsunmmittelbar, ma perché questo titolo gli venne conferito come complemento alla Contea sovrana di Bonndorf.

## Lista delle abbazie imperiali

### Lista A: abbazie imperiali comprese nelleMatrikel
Le case religiose sono indicate nella lista A quando sono nominate nelle Matrikel, ovvero nelle liste di quelle circoscrizioni che avevano voto nel Reichstag, che comprendevano coloro che avevano diritto di voto collettivo o singolo. Tre di queste liste sono oggi accessibili, dal 1521, dal 1755 e dal 1792.
L'elenco comprende principati, abbazie imperiali (Reichsabteien e -klöster), collegi imperiali (Reichsstifte), prevostati imperiali e priorati (Reichspropsteien) e le singole case religiose (Reichskartause).
La parola Stift, che in tedesco indica una collegiata o un canonicato, possibilmente avvalendosi di una varietà di differenti ordini o di nessuno, con o senza regole precise, per uomini (Herrenstift) o per donne (Frauenstift): i nomi con tale suffisso non sono stati tradotti, eccetto quando la parola faceva esplicito riferimento al capitolo di una chiesa.
Molte delle abbazie imperiali vennero dissolte nel periodo della Riforma protestante; altre vennero assorbite all'interno di altri territori in diversi momenti della storia politica dell'Impero. Quelle dell'Alsazia e della Svizzera uscirono dall'Impero nel 1648, quando la prima venne ceduta alla Francia e la seconda divenne indipendente. La grande maggioranza di queste corporazioni religiose vennero ad ogni modo secolarizzate durante i periodi della Rivoluzione francese, delle Guerre napoleoniche e nel periodo della Restaurazione, specialmente come risultato del Reichsdeputationshauptschluss nel febbraio 1803. Gli ultimi persero ogni definitivo potere con lo scioglimento del Sacro Romano Impero nel 1806.

### Abbreviazioni
- Colonna dei dati:
  - fdd indica "fondate"
  - RU indica "garanzia di Reichsunmittelbarkeit".
  - Nessuna: se non viene specificata alcuna data per il termine del Reichsunmittelbarkeit, equivalente alla secolarizzazione.
- Colonna della descrizione dello status imperiale:
  - RA indica Reichsabtei (abbazia imperiale)
  - RF indica Reichsfürstentum (principato imperiale)
  - RP indica Reichspropstei (prevostato imperiale)
- Colonna del collegio:
  - RC indica "Collegio Renano"
  - SC indica "Collegio Svevo"
- RF indica Reichsfürst, ovvero che il capo della casa religiosa in questione ha un voto individuale; se ne contavano 8 in tutto l'Impero (tra cui le abbazie di Stablo e di Malmedy).

| Casa religiosa                                                                                       | Collocazione                                  | Data | Descrizione o status imperiale                                                                  | Collegio |
| --- | --------------------------------------------- | --- | ----------------------------------------------------------------------------------------------- | -------- |
| Abbazia di Baindt                                                                                    | Baden-Württemberg                             | fdd 1240; RU 1376; secolarizzato nel 1802 | Monastero cistercense femminile RA                                                              | SC       |
| Prepositura di Berchtesgaden                                                                         | Baviera                                       | fdd 1102; RU 1194; 5° prevostura; secolarizzato nel 1803 | Canonici agostiniani. Fürstpropstei ("Principato Prevostale"). RF dal 1380 o dal 1559           | RF       |
| Abbazia di Buchau                                                                                    | Baden-Württemberg                             | fdd c 700; RU 1347; secolarizzato nel 1803 | Frauenstift. RA. RF                                                                             | RC       |
| Abbazia di Burtscheid                                                                                | Renania Settentrionale-Vestfalia (Aquisgrana) | fdd 997; RU 1220/21; secolarizzato nel 1802 | Monastero benedettino; dal 1220/21 monastero cistercense femminile. RF                          | RC       |
| Priorato di Buxheim                                                                                  | Baviera                                       | fdd c 1100; RU 1548; secolarizzato nel 1802/03 | Canonici; Certosini dal 1402 (l'unica Reichskartause-Certosa imperiale). RP                     | SC e RC  |
| Comburg                                                                                              | Baden-Württemberg (Svevia)                    | fdd 1070s; RU prima del XV secolo; al Württemberg nel 1587 (secolarizzato nel 1803) | monastero benedettino, poi Herrenstift. RA                                                      | SC       |
| Abbazia di Corvey                                                                                    | Renania Settentrionale-Vestfalia (Höxter)     | fdd c. 820; RU c. 1150; 9° prevostura; secolarizzato nel 1803 | Monastero benedettino. RA; RF non più tardi del 1582                                            | RF       |
| Abbazia di Disentis                                                                                  | Svizzera                                      | fdd inizio dell'VIII secolo RU al tempo di Carlomagno; uscita dal Sacro Romano Impero nel 1648 (secolarizzata nel 1798; ristabilita nel 1803)                                                        | Monastero benedettino. RA                                                                       | SC       |
| Abbazia di Echternach                                                                                | Lussemburgo                                   | fdd 700; RU 751; ai domini della Casa d'Austria dopo il 1521(secolarizzata nel 1794) | Monastero benedettino. RA                                                                       |          |
| Abbazia di Einsiedeln                                                                                | Svizzera                                      | fdd 934; RU 965; esce dal Sacro Romano Impero nel 1648 (secolarizzata nel 1798; ristabilita nel 1803)                                                                                                | Monastero benedettino. RA                                                                       |          |
| Abbazia di Elchingen                                                                                 | Baviera                                       | fdd nk; RU nk; secolarizzata nel 1802 | Monastero benedettino. RA                                                                       | SC       |
| Abbazia di Ellwangen                                                                                 | Baden-Württemberg                             | fdd c 764; RU 1011 (probabilmente); 3° prevostura; secolarizzata nel 1802 | Monastero benedettino; Fürstpropstei ("Principato Prevostale"). RF                              | RF       |
| Abbazia di Essen                                                                                     | Renania Settentrionale-Vestfalia              | fdd c. 845; RU 874 x 947; secolarizzata nel 1803 | Frauenstift. RA                                                                                 | RC       |
| Abbazia di Frauenchiemsee (o Frauenwörth)                                                            | Baviera                                       | fdd 772; RU nk; secolarizzata nel 1803 | Monastero benedettino femminile. RA                                                             | SC       |
| Abbazia di Fraumünster                                                                               | Svizzera (Zurigo)                             | fdd 853; RU 1218; secolarizzata nel 1524 | Monastero benedettino femminile. RA                                                             | SC       |
| Abbazia di Fürstenfeld                                                                               | Baviera (Fürstenfeldbruck)                    | fdd 1263 x 1265; RU probabilmente al tempo di Ludovico il Bavaro; secolarizzata nel 1803 | Monastero cistercense. RA                                                                       | SC       |
| Abbazia di Fulda                                                                                     | Assia                                         | fdd 744; RU 765; 1° prevostura; secolarizzata nel 1802 | Monastero benedettino. RF                                                                       | RF       |
| Abbazia di Gandersheim                                                                               | Bassa Sassonia                                | fdd 852; RU 877 / 919; secolarizzata nel 1810 | Frauenstift. RA                                                                                 | RC       |
| Abbazia di Gengenbach                                                                                | Baden-Württemberg                             | fdd 727 x 735; RU IX secolo; secolarizzata nel 1803 | Monastero benedettino. RA                                                                       | SC       |
| Abbazia di Gernrode                                                                                  | Sassonia-Anhalt                               | fdd prima del 961; RU prima del 965; secolarizzata nel 1610 | Frauenstift. RA                                                                                 | RC       |
| Abbazia di Göss                                                                                      | Austria (Leoben)                              | fdd 1004; RU 1020; secolarizzata nel 1782 | Monastero benedettino femminile. RA                                                             | SC       |
| Abbazia di Gutenzell                                                                                 | Baden-Württemberg                             | fdd 1237; RU nk; secolarizzata nel 1803 | Monastero cistercense femminile. RA                                                             | SC       |
| Abbazia di Heggbach                                                                                  | Baden-Württemberg (Maselheim)                 | fdd 1195; RU nk; secolarizzata nel 1803 | Monastero cistercense femminile dal 1231. RA                                                    | SC       |
| Abbazia di Helmarshausen                                                                             | Assia (Bad Karlshafen)                        | fdd 997; RU probabilmente al tempo di Ottone III; secolarizzata nel 1538 | Monastero benedettino. RA                                                                       | SC       |
| Abbazia di Herford                                                                                   | Renania Settentrionale-Vestfalia              | fdd 789; RU al tempo di Ludovico il Pio (d. 840); secolarizzata nel 1802 | Frauenstift. RA                                                                                 | RC       |
| Abbazia di Herrenalb                                                                                 | Baden-Württemberg                             | fdd 1147; RU nk; secolarizzata nel 1536 | Monastero cistercense. RA                                                                       | SC       |
| Abbazia di Hersfeld                                                                                  | Assia                                         | fdd 736 x 742; RU 775; secolarizzata nel 1606 / 1617 | Monastero benedettino. RA                                                                       | RC       |
| Abbazia di Irsee                                                                                     | Baviera                                       | fdd 1186; RU 1695; secolarizzata nel 1802 | Monastero benedettino. RA                                                                       | SC       |
| Abbazia di Kaisheim (talvolta Kaisersheim)                                                           | Baviera                                       | fdd 1135; RU 1346, confermata nel 1656 secolarizzata nel 1802 | Monastero cistercense. RA                                                                       | SC e RC  |
| Abbazia di Kaufungen                                                                                 | Assia (Kassel)                                | fdd 1017; RU probabilmente dalla fondazione; secolarizzata nel 1527 | Monastero benedettino femminile. RA                                                             |          |
| Abbazia di Kempten                                                                                   | Baviera                                       | fdd 752; RU 1062; 2° prevostura; secolarizzata nel 1803 | Monastero benedettino; Fürststift dal 1524. RA / RF                                             | RF       |
| Abbazia di Klingenmünster                                                                            | Renania-Palatinato                            | fdd nk; RU prima o nel IX secolo; secolarizzata nel 1567 | Abbazia benedettina sino al 1490; quindi Herrenstift. RA / RP                                   | RC       |
| Abbazia di Königsbronn                                                                               | Baden-Württemberg (Heidenheim an der Brenz)   | fdd 1303; RU nk; ottenuta dai protestanti dal Württemberg nel 1553 | Monastero cistercense. RA                                                                       |          |
| Abbazia di Kornelimünster                                                                            | Renania Settentrionale-Vestfalia (Aquisgrana) | fdd 614; RU dalla metà del IX secolo; secolarizzata nel 1802 | Monastero benedettino. RA                                                                       | RC       |
| Abbazia di Kreuzlingen                                                                               | Svizzera                                      | fdd c 1125; RU c 1150; cessa di essere parte del Sacro Romano Impero nel 1648 (sciolta nel 1848) | Canonici agostiniani. RA                                                                        |          |
| Abbazia di Lindau                                                                                    | Baviera                                       | fdd inizio del IX secolo; RU 1466; secolarizzata nel 1802 | Frauenstift; RA.                                                                                | SC       |
| Abbazia di Lorsch                                                                                    | Assia (Darmstadt)                             | fdd 764; RU c. X/XI secolo (?); secolarizzata nel 1556 | Monastero benedettino sino al 1248; quindi monastero premostratense. RA                         | SC       |
| Abbazia di Malmedy                                                                                   | Belgio                                        | fdd nk; RU nk; secolarizzata nel 1794-95 | Monastero benedettino. RA                                                                       | RF       |
| Abbazia di Marchtal (anche Marchthal)                                                                | Baden-Württemberg                             | fdd prima del 776, rifondata nel 1171; RU 1500; secolarizzata nel 1803 | Monastero premostratense. RA                                                                    | SC       |
| Abbazia di Marmoutier; anche Maursmünster                                                            | Alsazia                                       | fdd 659 (?); RU VII/VIII secolo; secolarizzata nel 1790 | Monastero benedettino. RA                                                                       | SC       |
| Abbazia di Maulbronn                                                                                 | Baden-Württemberg                             | fdd 1147; RU nk; al Württemberg nel 1504 (secolarizzata nel 1555) | Monastero cistercense. RA                                                                       | SC       |
| Abbazia di Memleben                                                                                  | Sassonia-Anhalt                               | fdd 975; RU al tempo di Ottone II o di Ottone III; secolarizzata nel 1548 | Monastero benedettino. RA                                                                       | RC       |
| Abbazia di Michaelsberg (conosciuta anche col nome di Abbazia di Siegburg)                           | Renania Settentrionale-Vestfalia (Siegburg)   | fdd 1064; RU 1512; perde la propria entità territoriale nel 1676; secolarizzata nel 1803 | Monastero benedettino. RA                                                                       | RC       |
| Mönchrot Abbey, anche Mönchroth o abbazia di Münchenroth; abbazia di Rot o abbazia di Rot an der Rot | Baden-Württemberg (Rot an der Rot)            | fdd 1126; RU 1376; secolarizzata nel 1803 | Monastero premostratense. RA                                                                    | SC       |
| Abbazia di Mondsee                                                                                   | Austria                                       | fdd 748; RU 788; secolarizzata nel 1791 | Monastero benedettino. RA                                                                       | SC       |
| Münster im St. Gregoriental                                                                          | vedi abbazia di Marmoutier                    | |                                                                                                 |          |
| Abbazia di Murbach (inclusa Lüders)                                                                  | Alsazia                                       | fdd 727; RU 782-783 (?); secolarizzata nel 1789 | Monastero benedettino. RF                                                                       | SC       |
| Abbazia di Muri                                                                                      | Svizzera                                      | fdd 1027; RU - nessuna; cessò di essere parte del Sacro Romano Impero nel 1648 (secolarizzata nel 1798; ristabilita nel 1803)                                                                        | Monastero benedettino. RA                                                                       |          |
| Abbazia di Neresheim                                                                                 | Baden-Württemberg                             | fdd 1095; RU nk; secolarizzata nel 1802 | Monastero benedettino. RA                                                                       | SC       |
| Abbazia di Niedermünster                                                                             | Baviera (Ratisbona)                           | fdd prima del 778; seconda fondazione nel 948 x 955; RU 1002; secolarizzata nel 1803 | Frauenstift. RA                                                                                 | RC       |
| Capitolo di Nordhausen                                                                               | Turingia                                      | fdd nk; RU dal 1220; secolarizzata nel 1802 | Capitolo della cattedrale di Nordhausen. RA                                                     |          |
| Obermünster                                                                                          | Baviera (Ratisbona)                           | fdd inizi del IX secolo; RU al tempo di Enrico II il Santo; secolarizzata nel 1810 | Monastero benedettino femminile, poi Frauenstift. RA. RF dal 1315                               | RC       |
| Abbazia di Oberschönenfeld                                                                           | Baviera                                       | fdd c. 1211 / 1248; RU nk; secolarizzata nel 1803 | Confraternita sino a c. 1211, quindi monastero cistercense femminile, formalizzato dal 1248. RA |          |
| Abbazia di Ochsenhausen                                                                              | Baden-Württemberg                             | fdd 1093; RU 1495; secolarizzata nel 1803 | Monastero benedettino. RA                                                                       | SC       |
| Abbazia di Odenheim (originariamente Wigoldsberg; poi anche Odenheim e Bruchsal)                     | Baden-Württemberg                             | fdd c. 1108; RU nk; secolarizzata nel 1802-03 | Monastero benedettino; Herrenstift dal 1496. RA                                                 | RC       |
| Abbazia di Ottobeuren                                                                                | Baviera                                       | fdd 764; RU 1299, rigarantito nel 1710; secolarizzata nel 1802 | Monastero benedettino. RA                                                                       | SC       |
| Abbazia di Petershausen                                                                              | Baden-Württemberg (Costanza)                  | fdd 983; RU ai tempi di Federico II; secolarizzata nel 1802 | Monastero benedettino. RA                                                                       | SC       |
| Abbazia di Pfäfers                                                                                   | Svizzera                                      | fdd 731; RU IX secolo (?); cessa di essere parte del Sacro Romano Impero nel 1648 (secolarizzata nel 1798; ristabilita nel 1803)                                                                     | Monastero benedettino. RA                                                                       |          |
| Abbazia di Prüfening                                                                                 | Baviera (Ratisbona)                           | fdd 1109; RU nk; secolarizzata nel 1803 | Monastero benedettino. RA                                                                       | SC       |
| Abbazia di Prüm                                                                                      | Renania-Palatinato                            | fdd 720; RU X/XI secolo; 7° prevostura; secolarizzata nel 1794 | Monastero benedettino. RF                                                                       | RF       |
| Abbazia di Quedlinburg                                                                               | Sassonia-Anhalt                               | fdd 936; RU al tempo della fondazione; luterana dal 1540; secolarizzata nel 1803 | Frauenstift. RA                                                                                 | RC       |
| Abbazia di Recklinghausen (anche Rechenhausen)                                                       | Renania Settentrionale-Vestfalia              | fdd nk; RU nk; all'abbazia di Essen (data sconosciuta) | RA                                                                                              |          |
| Abbazia di Reichenau                                                                                 | Baden-Württemberg                             | fdd 724; RU nk; Reichsunmittelbarkeit all'arcivescovato di Costanza nel 1540 o nel 1548 | Monastero benedettino. RA                                                                       | SC       |
| Abbazia di Riddagshausen                                                                             | Brunswick                                     | fdd 1145/46; RU nk; al Brunswick-Wolfenbüttel nel 1569 (secolarizzata nel 1809) | Monastero cistercense. RA                                                                       |          |
| Abbazia di Roggenburg                                                                                | Baviera                                       | fdd 1126; RU 1482 x 1485; secolarizzata nel 1803 | Monastero premostratense. RA                                                                    | SC       |
| Abbazia di Rottenmünster                                                                             | Baden-Württemberg (Rottweil)                  | fdd nk; RU nk; secolarizzata nel 1803 (riaperta nel 1898) | Monastero cistercense. RA                                                                       | SC       |
| Abbazia di Saalfeld                                                                                  | Turingia (Saalfeld/Saale)                     | fdd 1071; RU nk; secolarizzata nel 1526 | Monastero benedettino. RA                                                                       |          |
| Capitolo della cattedrale di San Bartolomeo                                                          | Assia (Francoforte sul Meno)                  | fdd 852; RU nk; secolarizzata nel 1803 | Capitolo del Kaiserdom di Francoforte. RP                                                       | RC       |
| Abbazia di San Biagio nella Foresta Nera (l'abbazia stessa non era un reichsunmittelbar)             | Baden-Württemberg                             | fdd nk; RU - nessuno; secolarizzata nel 1806 | Monastero benedettino. RF in acconto della Contea di Bonndorf                                   |          |
| Abbazia di Sant'Emmeram                                                                              | Baviera (Ratisbona)                           | fdd c. 739; RU 1295; secolarizzata nel 1803 | Monastero benedettino. RA                                                                       | RC       |
| Abbazia di San Gallo                                                                                 | Svizzera                                      | fdd 613; RU XIII secolo; secolarizzata temporaneamente nel 1527-32; ceacessò di essere parte del Sacro Romano Impero nel 1648 (secolarizzata definitivamente nel 1798; non ristabilita)              | Monastero benedettino; poi Fürstabtei. RA / RF                                                  | SC       |
| Abbazia di San Giorgio a Isny                                                                        | Baden-Württemberg (Isny im Allgäu)            | fdd 1096; RU 1781; secolarizzata nel 1802 | Monastero benedettino. RA                                                                       | SC       |
| Abbazia di Sant'Egidio (Schottenkloster Sankt Ägidien)                                               | Baviera                                       | fdd c. 1140; RU nk; assorbita dalla città di Norimberga nel 1525 | Schottenkloster; Monastero benedettino dal 1418. RA                                             |          |
| Abbazia di San Ludgero                                                                               | Bassa Sassonia (Helmstedt)                    | fdd c. 800; RU sconosciuta; secolarizzata nel 1802 | Monastero benedettino. RA                                                                       | RC       |
| Abbazia di San Massimino                                                                             | Renania-Palatinato                            | fdd IV secolo; RU sconosciuta; al Palatinato nel XIV secolo, ma lo status non venne definito sino al 1669, quando la Reichsunmittelbarkeit venne definitivamente concessa all'arcivescovo di Treviri | Monastero benedettino. RA                                                                       | RC       |
| Abbazia di San Pietro nella Foresta Nera                                                             | Baden-Württemberg                             | fdd prima del 1073; RU sconosciuta; all'Austria, data sconosciuta (XV secolo?) (secolarizzata nel 1806)                                                                                              | Monastero benedettino. RA                                                                       |          |
| Abbazia di Sant'Ulrico e Sant'Afra                                                                   | Augusta-Baviera                               | fdd V secolo(?); RU 1577 o 1643/44; secolarizzata nel 1802 | Monastero benedettino dal 1006 x 1012. RA                                                       | RC       |
| Abbazia di Salem o Salmansweiler                                                                     | Baden-Württemberg                             | fdd 1136; RU 1138 x 1152; secolarizzata nel 1803 | Monastero cistercense. RA                                                                       | SC       |
| Abbazia di Sciaffusa                                                                                 | Svizzera                                      | fdd nk; RU 1190; alla città di Sciaffusa, data sconosciuta; cessa di essere parte del Sacro Romano Impero nel 1648                                                                                   | Monastero benedettino. RA                                                                       |          |
| Abbazia di Schänis                                                                                   | Svizzera                                      | fdd IX secolo; RU o c. 1045; secolarizzata temporaneamente nel 1529-31; cessa di essere parte del Sacro Romano Impero nel 1648 (secolarizzata definitivamente nel 1811)                              | Frauenstift. RA                                                                                 | SC       |
| Abbazia di Schussenried                                                                              | Baden-Württemberg                             | fdd 1183; RU 1440; secolarizzata nel 1803 | Monastero premostratense. RA                                                                    | SC       |
| Abbazia Schuttern                                                                                    | Baden-Württemberg                             | fdd 603; RU c. VIII secolo; secolarizzata nel 1803 | Monastero benedettino. RA                                                                       | SC       |
| Abbazia di Seltz                                                                                     | Baden, poi Alsazia                            | fdd c. 991; RU dal 992; al Palatinato durante la riforma (secolarizzata nel 1803) | Monastero benedettino / monastero benedettino maschile. RA                                      |          |
| Abbazuia di Söflingen (o Söfflingen)                                                                 | Baden-Württemberg (Ulma)                      | fdd sconosciuto; RU sconosciuto; secolarizzata nel 1802 o 1803 | Clarisse. RA                                                                                    | SC       |
| Abbazia di Stablo (anche Stavelot o Stablingen)                                                      | Belgio                                        | fdd c. 650; RU sconosciuto (prima del XII secolo); 8° prevostura; secolarizzata nel 1794-95 | Monastero benedettino. RF                                                                       | RF       |
| Abbazia di Stein am Rhein                                                                            | Svizzera                                      | fdd IX secolo a Hohentwiel; sede spostata a Stein am Rhein c. 1007; RU sconosciuto; secolarizzata da Zurigo nel 1521 x 1526                                                                          | RA                                                                                              |          |
| Abbazia di Thorn                                                                                     | Paesi Bassi (Limburgo)                        | fdd X secolo; RU c 1000 (?); secolarizzata nel 1794 | Frauenstift. RA                                                                                 | RC       |
| Abbazia di Ursberg                                                                                   | Baviera                                       | fdd 1126 x 1128; RU 1143; secolarizzata nel 1803 | Monastero premostratense. RA                                                                    | SC       |
| Abbazia di Waldsassen                                                                                | Baviera                                       | fdd 1128 x 1132; RU 1177; al Palatinato nel 1543 (secolarizzata nel 1803; riaperta come monastero femminile cistercense nel 1863)                                                                    | Monastero cistercense. RA                                                                       | SC       |
| Abbazia di Walkenried                                                                                | Turingia                                      | fdd 1127; RU 1542; secolarizzata nel 1648 | Monastero cistercense. RA                                                                       | RC       |
| Abbazia di Weingarten                                                                                | Baden-Württemberg                             | fdd 1056; RU 1274; secolarizzata nel 1803 | Monastero benedettino. RA                                                                       | SC       |
| Abbazia di Weissenau                                                                                 | Baden-Württemberg (Ravensburg)                | fdd 1145; RU c. 1257; secolarizzata nel 1802 | Monastero premostratense. RA                                                                    | SC       |
| Abbazia di Wissembourg                                                                               | Alsazia                                       | fdd VII secolo; RU nk; cessa di essere parte del Sacro Romano Impero nel 1648 ma rimane formalmente come 6° prevostura (secolarizzata nel 1798 circa)                                                | Reichspropstei. RP / RF                                                                         | RF       |
| Abbazia di Werden                                                                                    | Renania Settentrionale-Vestfalia (Essen)      | fdd 799; RU 877; secolarizzata nel 1803 | Monastero benedettino. RA                                                                       | RC       |
| Abbazia di Wettenhausen                                                                              | Baviera                                       | fdd 1130; RU sconosciuta; secolarizzata nel 1802 | Canonici agostiniani. RA                                                                        | SC       |
| Abbazia di Zwiefalten                                                                                | Baden-Württemberg                             | fdd 1089; RU 1750; secolarizzata nel 1802 | Monastero benedettino. RA                                                                       | SC       |

### Lista B: Case religiose non identificate, 1521
La Matrikel del 1521 include anche un numero di case religiose non identificate:
| Casa religiosa                     | Collocazione                   | Data                                                   | Descrizione e status imperiale |
| ---------------------------------- | ------------------------------ | ------------------------------------------------------ | ------------------------------ |
| Abbazia di Beckenried              | Svizzera                       | Cessa di essere parte del Sacro Romano Impero nel 1648 | RA                             |
| Abbazia di Blankenburg             | sconosciuta                    | sconosciuta                                            | sconosciuta                    |
| Abbazia di Brunnen                 | Landstrass, Carinzia (Austria) | sconosciuta                                            | sconosciuta                    |
| Abbazia di Hynoltshusen            | nk                             | sconosciuta                                            | Monastero                      |
| Abbazia di Kitzingen               | sconosciuta                    | sconosciuta                                            | Monastero                      |
| Rockenhausen                       | nk                             | sconosciuta                                            | RA                             |
| Abbazia di San Giovanni            | sconosciuta                    | sconosciuta                                            | sconosciuta                    |
| Abbazia di San Giovanni im Turital | Svizzera                       | Cessa di essere parte del Sacro Romano Impero nel 1648 | RA                             |

### Lista C: abbazie imperiali non presenti nelMatrikel
Per una serie di ragioni alcune case religiose avevano, o pretendevano, lo status di feudi imperiali anche se non avevano seggi nel Reichstag, o non ci sono giunte nelle Matrikel. La lista che segue è relativa a ciò che ci è giunto classificato come reichsunmittelbar da altri documenti.
| Casa religiosa           | Collocazione            | Data | Descrizione e status imperiale |    |
| ------------------------ | ----------------------- | --- | ------------------------------ | -- |
| Abbazia di Amorbach      | Baviera                 | |                                |    |
| Abbazia di Münsterbilzen | Paesi Bassi             | |                                |    |
| Abbazia di Nienburg      | Sassonia-Anhalt         | fdd 975; RU al tempo di Ottone II; dal 1166 all'arcivescovo di Magdeburgo; secolarizzato nel 1563 dal Principato di Anhalt-Dessau | Monastero benedettino. RA      | RC |
| Abbazia di Nivelles      | Paesi Bassi             | |                                |    |
| Abbazia di Schöntal      | Baden-Württemberg       | fdd. 1157; RU dal 1418 al 1495; secolarizzata nel 1803                                                                            | Monastero cistercense; RA      |    |
| Abbazia di Tegernsee     | Baviera                 | |                                |    |
| Abbazia di Wiblingen     | Baden-Württemberg, Ulma | fdd. 1037; RU dal 1701; secolarizzata nel 1806                                                                                    | Monastero benedettino; RA      |    |